# Gsür
Gsür är en bergstopp i Schweiz.   Den ligger i distriktet Frutigen-Niedersimmental och kantonen Bern, i den centrala delen av landet, 50 km söder om huvudstaden Bern. Toppen på Gsür är 2 709 meter över havet, eller 398 meter över den omgivande terrängen. Bredden vid basen är 2,4 km.
Terrängen runt Gsür är huvudsakligen bergig, men åt nordväst är den kuperad. Närmaste större samhälle är Adelboden, 3,8 km sydost om Gsür. 
Trakten runt Gsür består i huvudsak av gräsmarker. Runt Gsür är det ganska glesbefolkat, med 38 invånare per kvadratkilometer.